# SC São Paulo
SC São Paulo is een Braziliaanse voetbalclub uit Rio Grande in de deelstaat Rio Grande do Sul.

## Geschiedenis
De club werd opgericht in 1908 door Adolpho Corrêa, die afkomstig was uit de stad São Paulo en de club naar deze stad vernoemde. In 1933 werd de club voor de eerste en enige keer staatskampioen, nadat het de finale won van Grêmio.

## Erelijst

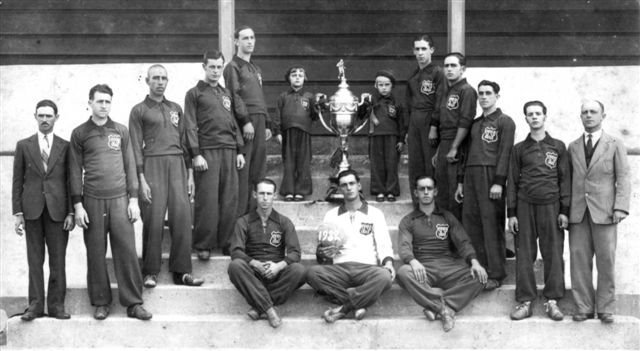
Kampioenenelftal 1933

Campeonato Gaúcho
1933